# Нисияма, Масаси
Масаси Нисияма (яп. 西山将士, 9 июля 1985, Симоносеки) — японский дзюдоист средней весовой категории, выступал за сборную Японии в конце 2000-х — начале 2010-х годов. Бронзовый призёр летних Олимпийских игр в Лондоне, чемпион мира в командной дисциплине, чемпион Азии, чемпион Восточноазиатских игр в Гонконге, победитель многих турниров национального и международного значения.

## Биография
Масаси Нисияма родился 9 июля 1985 года в городе Симоносеки префектуры Ямагути. Активно заниматься дзюдо начал в возрасте шести лет, проходил подготовку в студенческой команде во время обучения в Университете Кокусикан, позже состоял в клубе дзюдо при сталелитейной компании Nippon Steel.
Впервые заявил о себе в сезоне 2001 года, выиграв в полутяжёлом весе бронзовую медаль на открытом викторианском чемпионате в Мельбурне. Два года спустя среди молодёжи одержал победу на открытом международном турнире класса «А» в Берлине, ещё через год стал серебряным призёром молодёжного чемпионата Японии. В 2008 году, перейдя во взрослое дзюдо, спустился в среднюю весовую категорию и выиграл несколько медалей на различных турнирах, в частности, получил бронзу на чемпионате Японии в Фукуоке и на турнире Большого шлема в Токио.
Первого серьёзного успеха на взрослом международном уровне добился в 2009 году, когда попал в основной состав японской национальной сборной и побывал на чемпионате Азии в Тайбэе, откуда привёз награду золотого достоинства, выигранную в зачёте среднего веса — в решающем поединке победил узбека Дилшода Чориева. Кроме того, в этом сезоне в том же весовом дивизионе одержал победу на Восточноазиатских играх в Гонконге.
В 2010 году Нисияма снова был третьим в зачёте японского национальной первенства в Фукуоке, при этом он добавил в послужной список золотые медали, полученные на этапе командного Кубка мира в Сальвадоре, на командном чемпионате мира в Анталии и на турнире Большого шлема в Токио. В следующем сезоне выиграл Кубок Кодокан в Тибе, гран-при Циндао и во второй раз подряд токийский турнир Большого шлема.
Благодаря череде удачных выступлений удостоился права защищать честь страны на летних Олимпийских играх 2012 года в Лондоне. В первом и втором поединках разобрался с Чингизом Мамедовым из Киргизии и с Тимуром Болатом из Казахстана соответственно, однако на стадии четвертьфиналов потерпел поражение от корейца Сон Дэ Нама, который в итоге и стал победителем Олимпиады. В утешительных поединках за третье место взял верх над своим давним соперником Дилшодом Чориевым и над россиянином Кириллом Денисовым, получив таким образом бронзовую олимпийскую медаль.
После лондонской Олимпиады Масаси Нисияма ещё в течение некоторого времени оставался в основном составе дзюдоистской команды Японии и продолжал принимать участие в крупнейших международных турнирах. Так, в 2013 году он выступил на чемпионате мира в Рио-де-Жанейро, где выиграл бронзовую медаль в командной дисциплине. Вскоре по окончании этих соревнований принял решение завершить карьеру профессионального спортсмена, уступив место в сборной молодым японским дзюдоистам.